# Bédien Morange
Pour les articles homonymes, voir Morange.

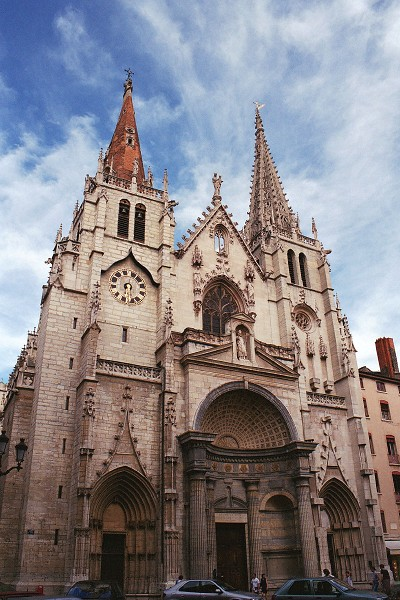
L'église Saint-Nizier de Lyon, où Bédien Morange fut chanoine et chantre.

Bédien Morange, né à Paris et mort en 1703 à Lyon, était un prêtre théologien français.
Docteur de Sorbonne, il devint en 1660 chanoine de église Saint-Nizier de Lyon, chantre de la même église, puis vicaire général de l'archidiocèse de Lyon. 
Il se consacra notamment à réfuter la théorie des préadamites d'Isaac La Peyrère selon laquelle l'Ancien Testament prouve qu'il existait des hommes avant Adam, et il écrivit un catéchisme pour son diocèse, la Summa universœ Theologiae Catéchistae. Il était membre de la Compagnie du Saint-Sacrement. 
L'épitre dédicatoire de l'Instruction pour les confesseurs du Jésuite Gaspar Loarte, lui est adressée.

## Écrits
- Libri de preadamitis brevis Analysis, Lyon, Ant. Jullieron et Ant. Baret, 1656, in-16°.
- Primatus Lugdunensis Apologeticon, Lyon, Ant. Jullieron et Ant. Baret 1658, in 8°.
- Summa universœ Theologiae Catéchistae, Lyon, 1670, 3 tomes en 4 vol. in-8°.